# Association néerlandaise de handball
L'association néerlandaise de handball (en néerlandais : Nederlands Handbal Verbond, NVH) est la fédération qui gère le handball aux Pays-Bas depuis 1935. Elle est affiliée à la Fédération internationale de handball et à la Fédération européenne de handball.
Elle compte environ 49 000 licenciés et 365 clubs en 2019.